# Letalska vojaška gimnazija Maršal Tito
Letalska gimnazija "Maršal Tito" je bila letalska vojaška gimnazija, ki je delovala v Mostarju od leta 1961.

## Zgodovina
Letalska gimnazija "Maršal Tito" Mostar je bila ustanovljena leta 1961 za potrebe šolanja kadrov vojnega letalstva in protiletalske obrambe (RV i PVO) in je bila ena izmed izobraževalnih inštitucij v sistemu vojaškega šolstva JLA. Gimnazija je imela nalogo, da vzgaja in izobražuje dijake po srednješolskem programu naravoslovno matematične smeri in da nenehno ocenjuje njihove sposobnosti za nadaljevanje šolanja na Vojaški letalski akademij v Zadru za poklic vojaškega pilota ali na drugih vojaških akademijah.   
Do leta 1966 je šola delovala po dvoletnem programu, Od šolskega leta 1968/69 je bil uveden štiriletni program, s čimer je šola pridobila status splošno-izobraževalne srednje šole. Med štiriletnem šolanjem so dijaki dobili splošno izobraževalna in strokovna znanja s področja letalstva. Po načrtu in programu šolanja, so dijaki na zaključku 2. in 3. letnika odhajali po skupinah na jadranja v enega od letalskih klubov širom po Jugoslaviji. V Sloveniji je bil tak aeroklub iz Murske Sobote. Pred zaključkom 4. letnika so dijaki izvedli selektivno letenje na Vojaški letalski akademiji v Zadru na motornih letalih (npr. Utva 75) in skok s padalom. Na gimnaziji je redno in aktivno delovalo nad 15 športnih in prav enako število tehničnih in kulturno - zabavnih sekcij. Zanimivo je, da so dijaki gimnazije prihajali iz okoli 400 različnih krajev iz vse takratne Jugoslavije.  
Maturanti so šolanje nadaljevali na Letalski vojaški akademiji JLA, pa tudi na drugih akademijah (npr. na Letalski tehnični vojaški akademiji v Rajlovcu pri Sarajevu).  